# Тайтао
УТайтао (на испански: Península de Taitao) е полуостров в югозападната част на Южна Америка, на западния бряг в Южно Чили. Вдава се навътре в Тихия океан на 124 km, а ширината му е до 115 km. На югоизток широкият 20 km и нисък провлак Офки го свързва с континента. Разположен е между залива Пеняс на юг и архипелага Чонос на север, от който го отделят система от тесни протоци. На изток дългият и тесен залив фиорд Елефантес го отделя от континента. Бреговете му са силно разчленени от множество дълги и тесни фиорди, дълбоко врязващи се в него. На югозапад е разположен вторичният полуостров Трес Монтес. Релефът му е предимно планински с максимална височина 1372 m, издигаща се в северната му част. В средата на полуострова са разположени две големи езера – Пресиденте Риос и Елена. На полуостров Тайтао няма постоянни населени места.